# Arnold Squitieri
Pour les articles homonymes, voir Squitieri.
Arnold Squitieri, né le 2 février 1936 à Englewood Cliffs dans le New Jersey et mort le 27 janvier 2022, est un trafiquant de drogue, officiellement sous-boss de la famille Gambino. Ses surnoms sont Zeke, Bozey et Sylvester. Il a été le patron de la famille de 2002 à 2005, lorsque Peter Gotti a été incarcéré.

## Prison
Le 9 mars 2005, Squitieri est accusé de racket envers des entreprises de construction dans le comté de Westchester et Mineola dans l'État de New-York et dans le New Jersey. Le 15 juin, Squitieri, les larmes aux yeux, plaide coupable pour des opérations de paris illégaux et d'évasion fiscale. Le 28 juin 2006, Squitieri est condamné à plus de 7 ans de prison. Il est libéré en 2012.